# Nelson Mery
Judas Nelson Lenín Mery Figueroa (Santiago, 28 de septiembre de 1941) es un detective chileno. Fue director general de la Policía de Investigaciones de Chile entre 1992 y 2003.

## Biografía
Realizó su educación primaria y secundaria en el Instituto Chacabuco de los Hermanos Maristas de Los Andes, en el Liceo de Hombres de Los Andes y en el Liceo de Hombres Abate Molina de Talca. Posteriormente ingresó a la Escuela Técnica de Investigaciones —hoy Escuela de Investigaciones Policiales—, donde egresó en 1960 como detective. En 1980 obtuvo el rango de "Oficial Policial Graduado" por el Instituto Superior de la Policía de Investigaciones de Chile (PDI). Fue jefe nacional de Extranjería y Policía Internacional entre 1981 y 1982, y subdirector de la Escuela de Investigaciones Policiales entre 1987 y 1990.
El 20 de marzo de 1992 fue nombrado director general de la PDI por el presidente Patricio Aylwin, convirtiéndose en el segundo detective en asumir dicho cargo. Durante su período instauró la actual placa de servicio (1993) y el Plan de Modernización Institucional, "Fénix", en 1998. Paralelo a ello, fue vocal del Comité Ejecutivo para América (1993-1996) y vicepresidente de la institución para la región americana (1994-1997) en la Interpol y vicepresidente del "Consejo de Jefes Nacionales de Policías del Mercosur, Bolivia y Chile" para el término 1998-1999. El 2 de octubre de 2003 fue reemplazado por Arturo Herrera en la Dirección General de la Policía de Investigaciones.
Tras su retiro ejerce la docencia en la Academia Superior de Estudios Policiales (ASEPOL).